# Helianthemum

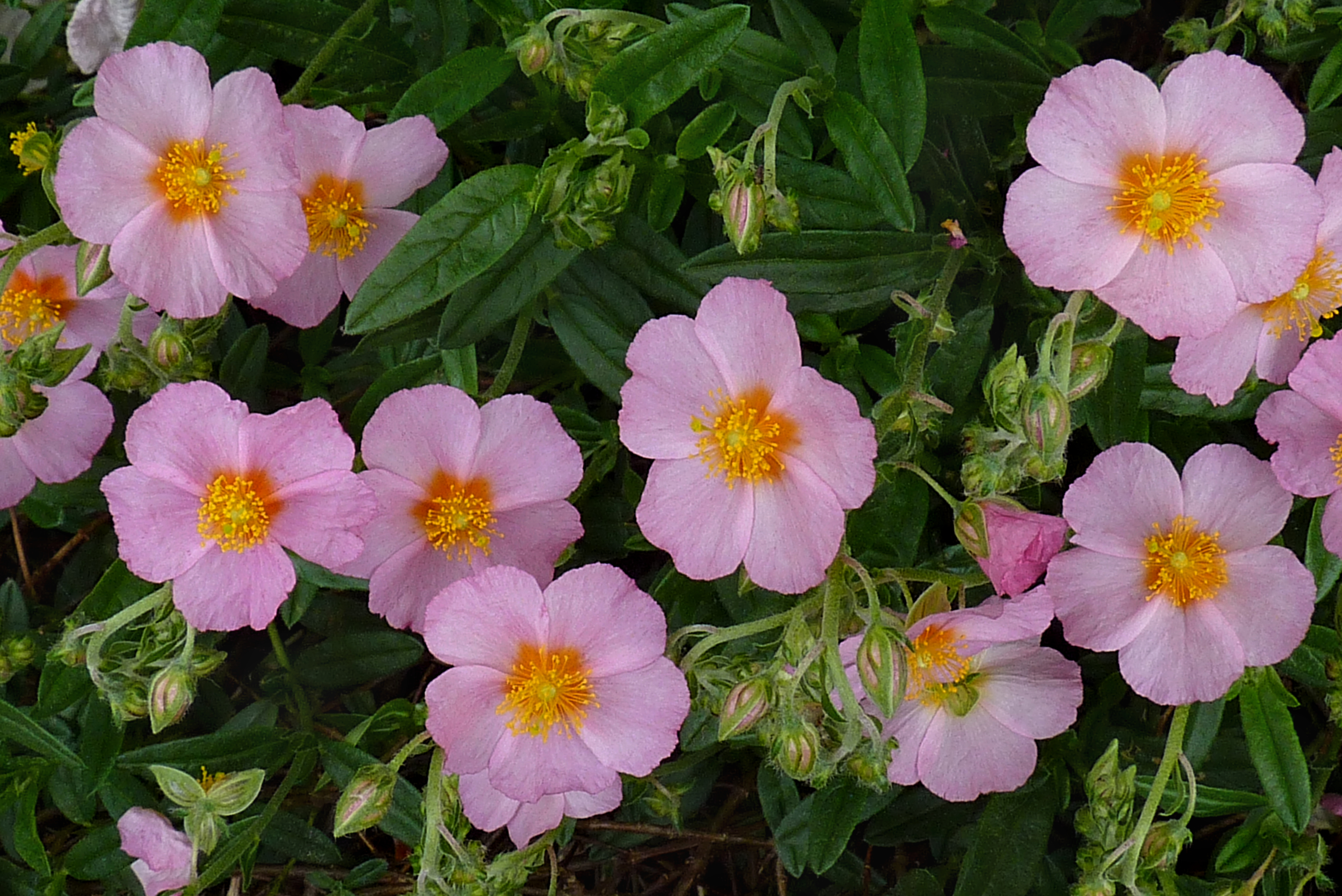
Un ejemplo de cultivar: Helianthemum cv. Lawrenson's Pink

Helianthemum es un género de plantas con flores perteneciente a la familia Cistaceae. Está compuesto por unas 60 especies aceptadas, de las más de 500 descritas, de hierbas y arbustos perennes o bienales. La validez de unas 400 especies de la literatura es difícil de resolver debido a la alta variabilidad de las poblaciones, la frecuente hibridación e introgresión, la ausencia del material tipo original de las especies descritas que, además, fueron frecuentemente creadas a partir de individuos de cultivares o de origen geográfico impreciso.

## Etimología
Helianthemum: del Griego  Ἥλιος (Helian, Helios), el Sol y  ανθεμοζ, ον (anthemos, on), florecido pues las flores solo se abren con el calor del sol (necesitan una temperatura superior a 20 °C para desplegar sus pétalos) y tienen un cierto fototropismo positivo. Ciertos nombres vernáculos en castellano, tales como Mirasol, corroborarían esta interpretación. Autores sostienen que su nombre es debido a la semejanza de las flores amarillas con el astro solar; sin embargo muchas especies son blancas, anaranjadas, rosadas o purpúreas, lo que no encuadra con esta interpretación. Otros por el afecto que tendría el género por los sitios soleados...

## Descripción
Plantas sufrútices, con menor frecuencia arbustos o hierbas perennes o anuales. Hojas todas opuestas –decusadas– o las superiores alternas, enteras, estipuladas o no. Inflorescencia cimoso-racemosa, bracteada, a veces muy reducida, simple o ramosa, de ramas a menudo geminadas o ternadas, inicialmente escorpioide. Sépalos 5, acrescentes; los 3 internos, mayores, con 3-5 nervios, con frecuencia prominentes –en forma de costilla– tras la antesis; los 2 externos, bracteiformes, uninerviados, semejando un epicáliz. Pétalos 5, generalmente algo arrugados, blancos, amarillos o anaranjados, más raramente rosados o purpúreos, a menudo con una mancha dorada en la base. Estambres muy numerosos –solo de 7-22 en las especies autógamas–, uni o pluriseriados, todos fértiles. Ovario uni o trilocular; estilo recto, geniculado o más o menos curvado y sigmoideo en la base; estigmagrande, discoideo, trilobulado; rudimentos seminales ortótropos, erectos. Pedicelos fructíferos con frecuencia patentes o reflejos. Fruto en cápsula subtrígona, de ovoidea o elipsoidal a globosa, trivalva, unilocular o incompletamente trilocular. Semillas desprovistas de rafe; embrión central, doblado sobre sí mismo, o excéntrico y 2 veces plegado, de radícula opuesta al hilo; cotiledones rectos –en el primer caso– o plegados –en el segundo.

## Distribución
El género está ampliamente distribuido por Europa, Macaronesia, el norte de África, el Cuerno de África, la Península Arábica, y Asia Menor hasta Asia central y la India. La mayor diversidad se encuentra en la región del Mediterráneo.

## Taxonomía
El género está subdividido en 2 subgéneros admitidos, y estos en 7 secciones:
- Subgénero Helianthemum Mill.
  - Sección Argyrolepis Spach, con H. squamatum.
  - Sección Lavandulaceum G.López, con H. syriacum.
  - Sección Helianthemum Milll., con H. neopiliferum, H. viscarium, H. polygonoides, H. alipoides, H. almeriense, H. violaceum, H. apenninum, H. nummularium, H. asperum, H. hirtum, H. aegyptiacum.
  - Sección Brachypetalum Dunal, con H. angustatum, H. papillare, H. ledifolium, H. salicifolium.
  - Sección Caput-felis G.López, con H. caput-felis.

- Subgénero Plectolobum, Willk.
  - Sección Pseudocistus Dunal, con H. oelandicum,  H. marifolium, H. cinereum, H. pannosum, H. viscidulum.
  - Sección Atlanthemum (Raynaud) G.López, Ortega Oliv. & Romero García, con H. sanguineum.

- Nota: Los taxones citados aquí son los presentes en la península ibérica, no incluidos los infraespecíficos y los híbridos.[2]

## Especies aceptadas
- Helianthemum aegyptiacum (L.) Mill.
- Helianthemum aganae Marrero Rodr. & R.Mesa
- Helianthemum aguloi Marrero Rodr. & R.Mesa
- Helianthemum almeriense Pau
- Helianthemum alpestre DC.
- Helianthemum apenninum (L.) Mill.
- Helianthemum arenicola Chapm.
- Helianthemum argenteum Hemsl.
- Helianthemum atriplicifolium (Lam.) Willd.
- Helianthemum bicknellii Fernald
- Helianthemum buschii Juz.& Pozd.
- Helianthemum canadense (L.) Michx.
- Helianthemum canariense (Jacq.) Pers.
- Helianthemum caput-felis Boiss.
- Helianthemum carolinianum (Walter) Michx.
- Helianthemum chihuahuense S.Watson
- Helianthemum ciscaucasicum Juz. & Pozd.
- Helianthemum concolor (L.Riley) J.G.Ortega
- Helianthemum corymbosum Michx.
- Helianthemum coulteri S. Watson
- Helianthemum cretaceum Juz. ex Dobrocz.
- Helianthemum croceum (Desf.) Pers.
- Helianthemum dumosum (E.P.Bicknell) Fernald
- Helianthemum ellipticum (Desf.) Pers.
- Helianthemum georgianum Chapm.
- Helianthemum guerrae [3]
- Helianthemum glomeratum (Lag.) Lag. ex Dunal
- Helianthemum grandiflorum DC.
- Helianthemum greenei B.L.Rob.
- Helianthemum grosii Pau & Font Quer
- Helianthemum helianthemoides (Desf.) Grosser
- Helianthemum helianthemum (L.) H.Karst.
- Helianthemum kahiricum Delile
- Helianthemum lasiocarpum Desf ex Willk
- Helianthemum lavandulifolium Mill. non Desf.
- Helianthemum ledifolium (L.) Mill. - yerba del cuadrillo[4]
- Helianthemum lippii (L.) Dum.Cours.
- Helianthemum nashii Britton
- Helianthemum nitidum Clementi
- Helianthemum nummularium (Cav.) Losa & Rivas Goday
- Helianthemum nutans Brandegee
- Helianthemum orientale Juz. & Pozd.
- Helianthemum ovatum Dun.
- Helianthemum papillare Boiss.
- Helianthemum pergamaceum Pomel
- Helianthemum polyanthum (Desf.) Pers.
- Helianthemum pomeridianum Dunal
- Helianthemum pringlei S.Watson
- Helianthemum propinquum E.P. Bicknell
- Helianthemum pugae Calderón
- Helianthemum pyrenaicum (Janch.) Raynaud
- Helianthemum rosmarinifolium Pursh	- romera[4]
- Helianthemum rossmaessleri (Willk.) G.López
- Helianthemum ruficomum (Viv.) Spreng.
- Helianthemum rupifragum A.Kern.
- Helianthemum salicifolium (L.) Mill.
- Helianthemum sanguineum (Lag.) Lag. ex Dun.
- Helianthemum scoparium Nutt. ex Torr. & A.Gray
- Helianthemum songaricum Schrenk
- Helianthemum squamatum (L.) Dum. Cours.
- Helianthemum stevenii Rupr. ex Juz. & Pozd.
- Helianthemum syriacum (Jacq.) Dum.Cours. - romerillo, hierba sana
- Helianthemum tomentosum Gray
- Helianthemum violaceum (Cav.) Pers. - perdiguera[4]
- Helianthemum viscarium Boiss. & Reut.[1]

## Ecología
Especies de Helianthemum son el alimento de las larvas de algunas especies de  Lepidopteras, incluyendo los Bucculatricidae, Bucculatrix helianthemi y Bucculatrix regaella (que se nutren exclusivamente de Helianthemum lipii), el heterócero Lasiocampidae Malacosoma castrensis y las  Coleophoras, Coleophora bilineella, Coleophora eupreta (que se alimenta de H. lippii), Coleophora ochrea y Coleophora potentillae.
Por otra parte, existe una simbiosis entre el género Helianthemum y las trufas Terfeziaceae (Trufas del Desierto o Turmas), que se relacionan con sus raíces en primavera. Tal característica se traduce en unos de los nombres vernáculos de la especie -y otras del género, como -por ejemplo- Mata turmera y Tormera.

## Usos
Varias especies de Helianthemum, y los numerosos híbridos y cultivares derivados de los mismos -por ejemplo existen en el mercado más de 200 cultivares de Helianthemum nummularium-, son ampliamente cultivados como plantas ornamentales, y son populares en jardines rocosos. Una amplia gama de colores está disponible entre estos cultivares, incluyendo salmón rosado brillante a rojo oscuro. Crecen mejor en un suelo bien drenado, a pleno sol, y tienen un largo periodo de floración de la primavera al verano.